# The Blizzards

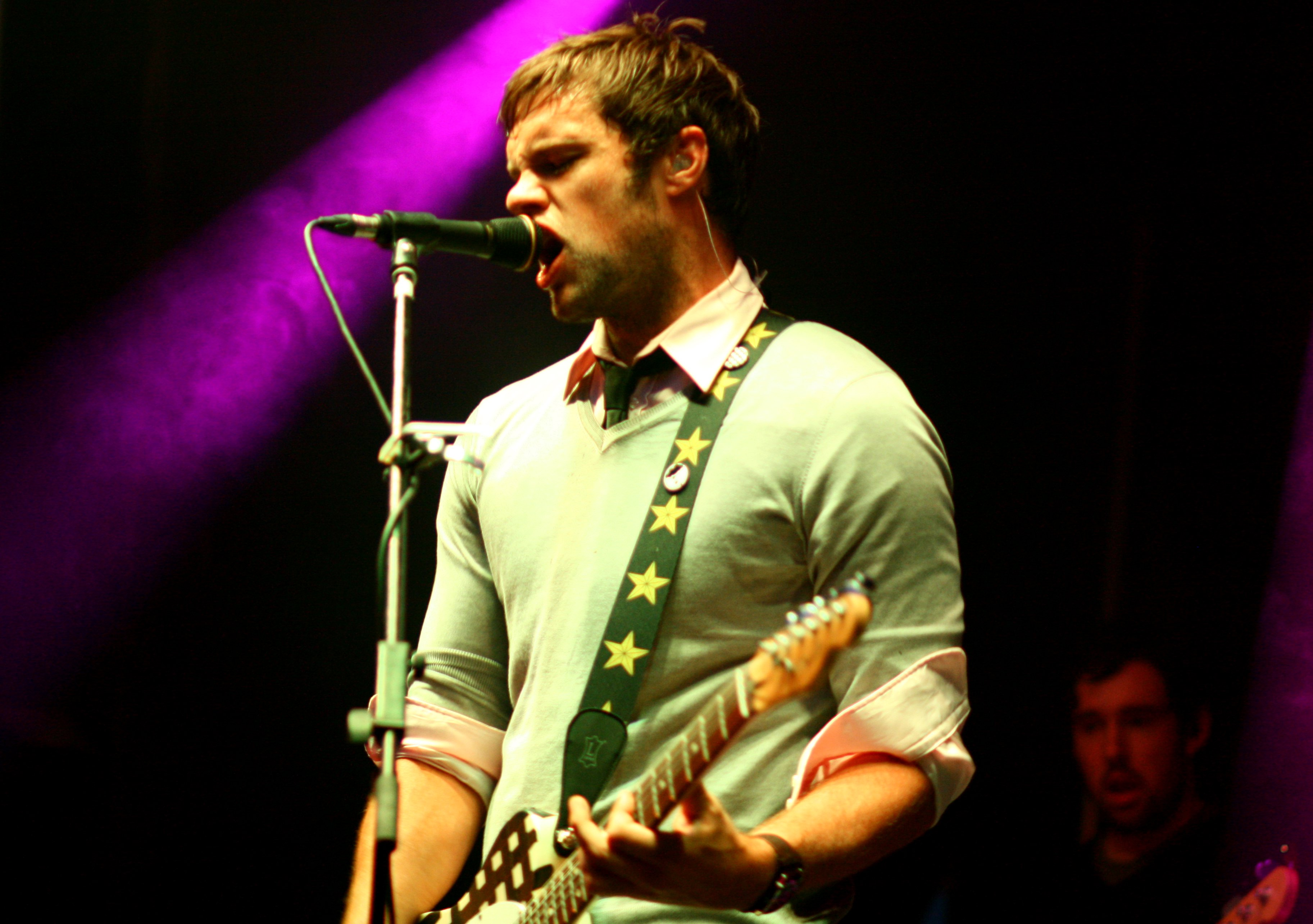

The Blizzards es un grupo musical irlandés de Mullingar (en la comarca Westmeath) y fue fundado en 2004. Los miembros del grupo musical son Niall Breslin (vocalista), Dec Murphy (batería), Anthony Doran (bajo) y Aidan Lynch (teclado electrónico).

## Carrera musical
Publicaron el primer sencillo "First girl to leave town" por sí mismos y con él consiguieron el undécimo lugar en la lista de singles irlandesa en 2005. The Blizzards firmaron un contrato con Universal Music Ireland en 2006, y ese mismo año dieron un concierto en el festival Oxegen, en la comarca de Kildare. El nuevo álbum A public display of affection se publicó en noviembre del 2006 y obtuvo el cuatro lugar en la lista irlandesa de álbumes. Han vendido 15.000 discos y han recibido el status de platino en Irlanda. Ese álbum ha vuelto a entrar en lista en el 2007 y se han publicado los sencillos “Fantasy” y “On the right track”. Dos de las canciones (“Trouble” y “Fantasy”) de ese álbum han alcanzado el top 10 del single charts irlandés. Ese año “The Blizzards” actuaron de nuevo en el Oxegen, y está vez en el escenario principal y ganaron un premio a la mejor actuación en directo de Irlanda.
El segundo álbum, The Domino Effect, fue publicado en septiembre del 2008 y el primer sencillo con éxito fue “Trust Me, I'm A Doctor” en julio. Con ese álbum lograron el segundo lugar de la lista irlandesa de álbumes y "Trust Me, I'm A Doctor" logró el segundo lugar de la de singles y permaneció durante cuatro semanas. The Blizzards dieron otro concierto en el Oxegen 2008 en el escenario principal. El segundo sencillo ha sido "The reason" y la tercera canción de este álbum, "Postcards" salió en febrero del 2009.

## Estilo musical
“The Blizzards” se autodenomina como un grupo musical de pop pero mucha gente piensa que son un grupo musical indie. Niall Breslin (el vocalista) cree que es mejor que el Indie no exista, porque hay otros grupos con más popularidad, por ejemplo Oasis.

## Discografía

### Álbumes
- 2006	A public display of affection
- 2008	The Domino Effect

### Singles
- 2005	"First Girl to Leave Town"
- 2006	"Trouble"
- 2006	"Miss Fantasia Preaches"
- 2006	"War of Words"
- 2007	"Fantasy"
- 2007	"On the Right Track"
- 2008	"Trust Me, I'm A Doctor"
- 2008	"The Reason"
- 2009	"Postcards"